# Jakovljev (podjetje)
Jakovljev (rusko ОАО «Опытно-конструкторское бюро им. А. С. Яковлева»kratica JAK) je ruski načrtovalec in proizvajalec vojaških in civilnih letal. Sedež podjetja je v ruski prestolnici Moskvi. Od leta 2006 je Jakovljev del korporacije Združena letalska korporacija (UAC oz. OAK). Biro Jakovljev (OKB-115) je ustanovil letalski konstruktor Aleksander Sergejevič Jakovljev leta 1934.

## Izdelki

### Prva letala
- AVF-10 (1924)
- AVF-20 (1925)
- AIR-1/VVA-3/Ja-1 (1927)
- AIR-2/Ja-2 (1928)
- AIR-3/Ja-3 (1929)
- AIR-4/Ja-4 (1930)
- AIR-5 (1931)
- AIR-6/Ja-6 (1932)
- AIR-7/Ja-7 (1932)
- AIR-8 (1934)
- AIR-9 (1935)
- AIR-10/Ja-10 (1935)
- AIR-11 (1936)
- AIR-12 (1936)
- AIR-14 (1936)
- AIR-15/UT-15 (1938)
- AIR-16 (1936)
- AIR-17/Ja-17/UT-3 (1937)
- AIR-18 (1937)
- AIR-19/Ja-19 (1939)
- Ya-20 (1937)
- Ya-21/UT-21 (1938 )
- Ya-22/I-29 (1939)

### Lovska letala
- Jak-1 (1940)
- Jak-3 (1943)
- Jak-7 "Mark" (1941)
- Jak-9 "Frank" (1942)
- Jak-15 "Feather" (1946)
- Jak-17 "Feather" (1947)
- Jak-23 "Flora" (1948)
- Jak-38 "Forger" (1975)

### Bombniki
- Jak-2 (1940)
- Jak-4/BB-22 (1941)
- Jak-28 "Brewer" (1958)
  - Jak-28P "Firebar" (1961)

### Potniška, transportna in večnamenska letala
- Jak-6/NBB (1943)
- Jak-10 "Crow" (1945)
- Jak- "Creek" (1946)
- Jak-14 "Mare" (1948)
- Jak-18T (1967)
- Jak-40 "Codling" (1966)
- Jak-42 "Clobber" (1977)
- Jak-58 (1993)
- Jak-112 (1993)

### Izvidniška letala
- Jak-25 "Flashlight" (1954)
- Jak-27 "Flashlight" and "Mangrove" (1958)
- Jakovljev Pčela (1990eta)
- Jakovljev Jak Voron "Raven"
- Jakovljev Jak Albatro-Expert

### Helikopterji
- Jak-24 "Horse" (1952)
- Jak-100/Jak-22 (1948)

### Trenažerji
- UT-1 (1936)
- UT-2 "Mink" (1937)
- UT-3 (1937)
- Jak-7 "Mark" (1941)
- Jak-11 "Moose" (1946)
- Jak-17V/Jak-17UTI "Magnet" (1948)
- Jak-18 "Max" (1946)
- Jak-18T (1967)
- Jak-20 (1950)
- Jak-21 (1947)
- Jak-28U "Maestro" (1962)
- Jak-30 "Magnum" (1960)
- Jak-32 "Mantis" (1960)
- Jak-50 (1975)
- Jak-52 (1974)
- Jak-53 (1975)
- Jak-54 (1994)
- Jak-55 (1981)
- Jak-130 "Mitten" (1992)
- Jak-200 (1953)
- Jak-210 (1953)

### Eksperimentalna letala
- Jak-3/I-26U/I-30 (1941)
- Jak-5/I-28 (1940)
- Jak-EG (1947)
- Jak-8 "Crib" (1944)
- Jak-13 (1945)
- Jak-16 "Cork" (1948)
- Jak-19 (1947)
- Jak-25 (1947)
- Jak-26 "Flashlight" (1955)
- Jak-30 (1948)
- Jak-33 (zgodnja 1960eta)
- Jak-36 "Freehand" (1963)
- Jak-41 "Freestyle" (1975)
- Jak-43 (1983)
- Jak-141 "Freestyle" (1989)

- Jak-44 (1980eta)
- Jak-45 (1973)
- Jak-46 (1990eta)
- Jak-50 (1949)
- Jak-60 (pozna 1960eta)
- Jak-140 (1954)
- Jak-140 (1955)
- Jak-1000 (1951)
- VVP-6

### Planirana letala
- Irkut MS-21
- Jak-48
- Jak-77

### Mednarodni projekti
- Gulfstream G200
- Hongdu Yakovlev CJ-7